# Kramkówka Duża
Kramkówka Duża [kramˈkufka ˈduʐa] est un village polonais de la gmina de Goniądz dans le powiat de Mońki et dans la voïvodie de Podlachie. Il se situe à environ 7 kilomètres au sud de Goniądz, à 8 kilomètres au nord-ouest de Mońki et à 47 kilomètres au nord-ouest de Bialystok.